# Banghak (métro de Séoul)
Banghak (hangeul : 방학 ; hanja : 放鶴, sous titrée en anglais : Dobong-gu Office) est une station de passage de la ligne 1 du Métro de Séoul. Elle est située au 3 Dobong-ro 150da-gil, quartier Banghak 1-dong dans l'arrondissement de Dobong-gu sur le territoire de la ville de Séoul en Corée du Sud.
Ouverte en 1986, la station est desservie par les rames omnibus de la ligne 1.

## Situation sur le réseau

Plan du réseau (2023)

Établie en surface Banghak est une station de passage de la ligne 1 du métro de Séoul : elle est située entre la station Chang-dong, en direction du terminus ouest Incheon ou du terminus sud Sinchang via la station de bifurcation Guro, et la station Dobong en direction du terminus nord Yeoncheon,.

## Histoire
La station, Banghak, est mise en service le 2 septembre 1986, lors de l'ouverture à l'exploitation de la ligne 1 du métro de Séoul, entre Seongbok et Uijeongbu,,.

## Services aux voyageurs

### Accès et accueil
Située au 3 Dobong-ro 150da-gil, dans le quartier Banghak 1-dong, la station dispose de trois bouches numérotées de 1 à 3. les bouche n°1 et n°2 sont situées sur la Dobong-ro, aux extrémités nord et sud de la station, la bouche n°3 est située sur la Dobong-ro 152ga-gil, au sud de la station. Elles desservent :
Bouche n°1 : caserne de pompiers de Dobong, centre communautaire de Banghak 1-dong, centre de protection de Banghak 1-dong, bureau de poste de Banghak, école primaire d'Obong, marché de Sindobong ;
Bouche n°2 : Centre communautaire de Dobong 2-dong, Bureau de Dobong-gu, Collège de Dobong, Centre de protection de Dobong 2-dong, Lotte Mart ;
Bouche n°3 : Centre communautaire de Dobong 2-dong, caserne de pompiers de Dobong, lycée industriel d'information de Dobong, centre communautaire de Banghak 1-dong, centre de protection de Banghak 1-dong, bureau de poste de Banghak, école primaire de Séoul Changdo, collège de Changdong, lycée de Changdong.

### Desserte
Banghak, dispose de deux quais, équipés de portes palières, desservis par les rames du service omnibus.

ligne 1
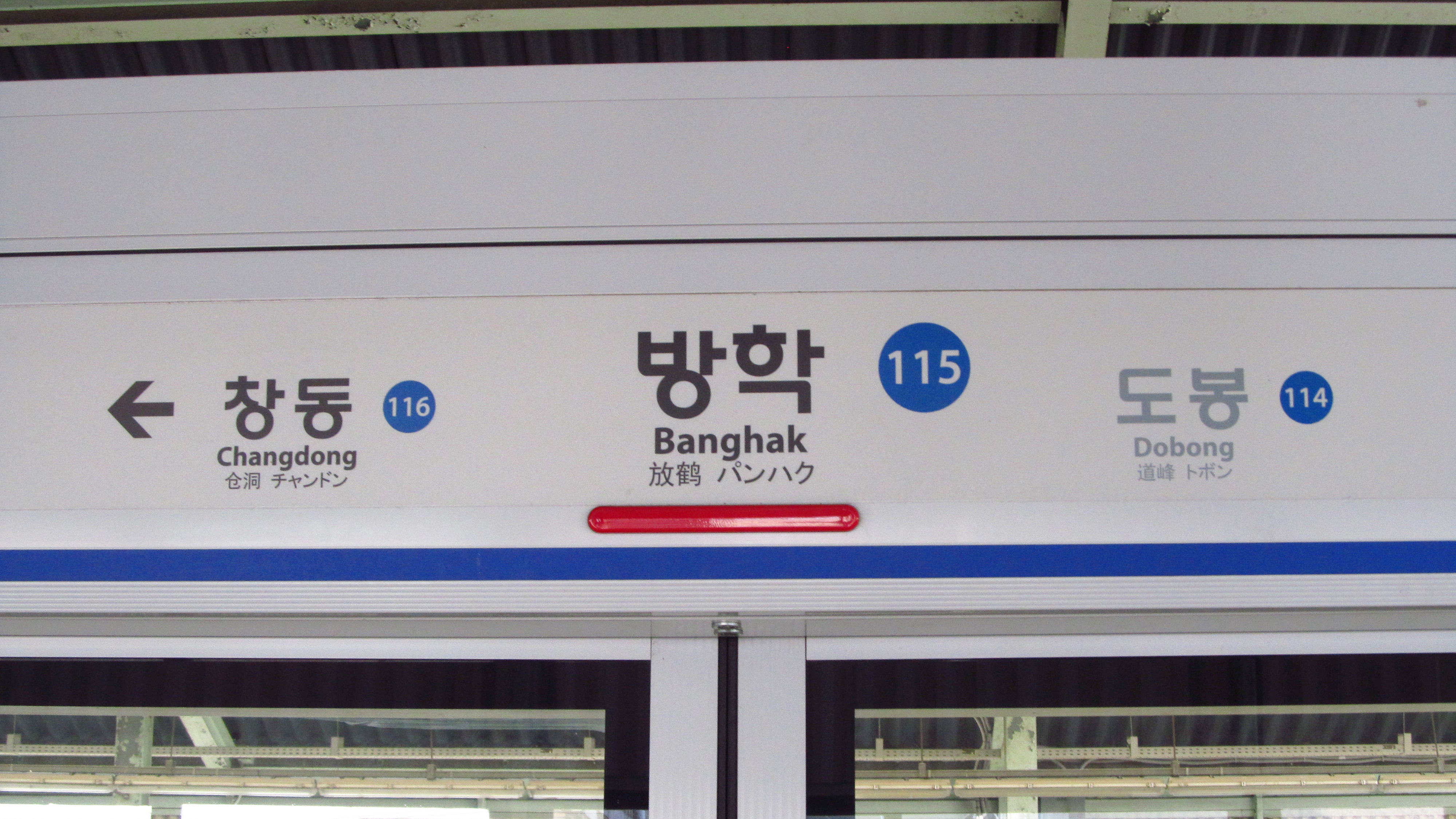
En 2018.
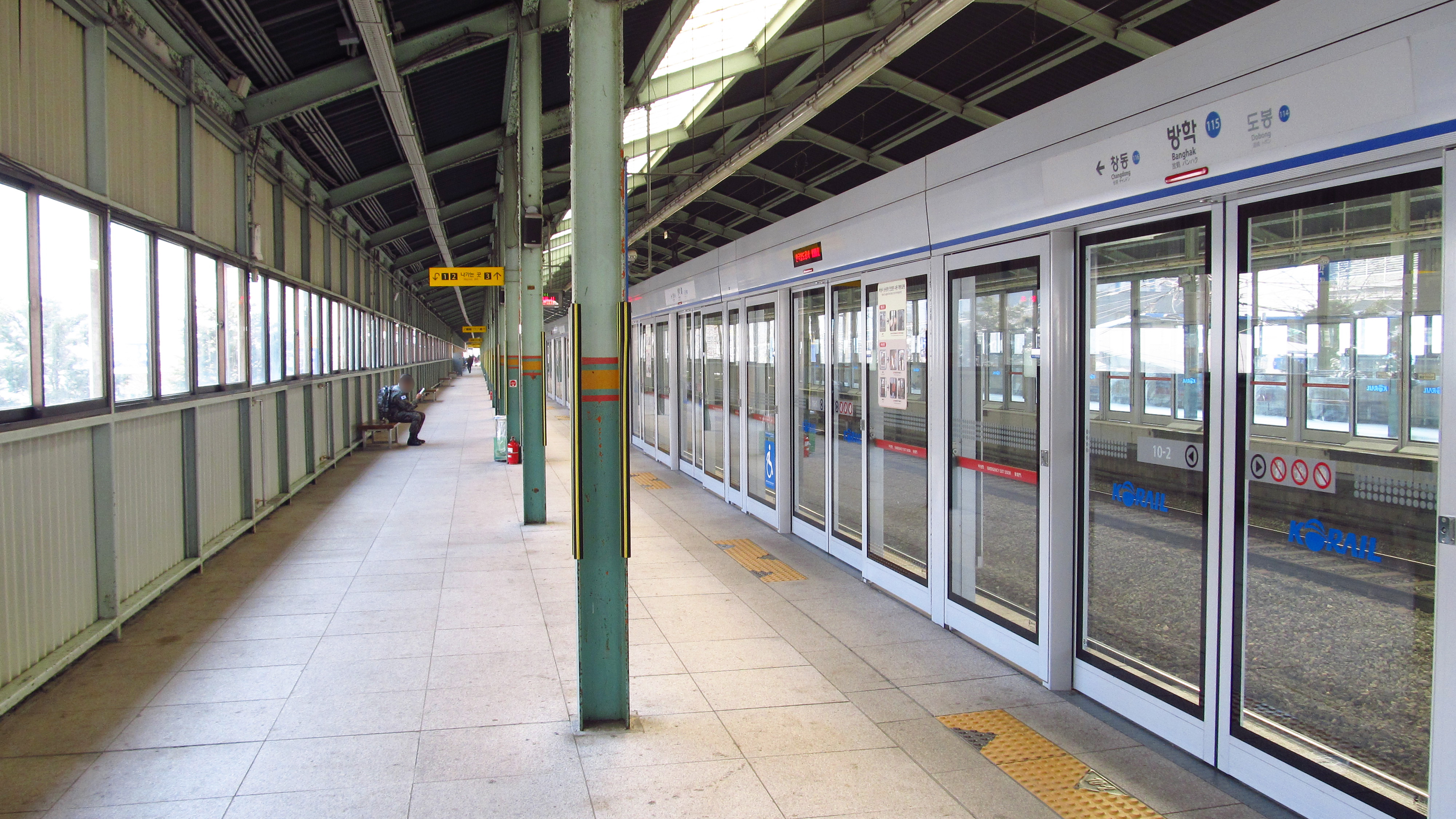
En 2018.

### Intermodalité
Des arrêts de bus sont situés à proximité.